# Pamriyan (Gemuh)
Pamriyan is een bestuurslaag in het regentschap Kendal van de provincie Midden-Java, Indonesië. Pamriyan telt 1855 inwoners (volkstelling 2010).